# Чизано-суль-Нева
Чизано-суль-Нева (итал. Cisano sul Neva) — коммуна в Италии, располагается в регионе Лигурия, в провинции Савона.
Население составляет 1831 человек (2008 г.), плотность населения составляет 151 чел./км². Занимает площадь 12 км². Почтовый индекс — 17035. Телефонный код — 0182.
Покровительницей коммуны почитается святая равноапостольная Мария Магдалена. Праздник ежегодно празднуется 22 июля.

## Демография
Динамика населения:

## Города-побратимы
- Бигастро, Испания (2002)
- Ле-Виган, Франция (2002)

## Администрация коммуны
- Официальный сайт